# Who's That Girl (singolo)
Who's That Girl è un brano della cantautrice statunitense Madonna uscito nel 1987. La canzone è il tema principale della colonna sonora del film omonimo Who's That Girl interpretato dalla stessa Madonna e da Griffin Dunne. È stata pubblicata sull'album Who's That Girl - Original Motion Picture Soundtrack che contiene le canzoni del film e nella raccolta dei massimi successi della cantante, Celebration. Il brano fu pubblicato il 30 Giugno 1987 dalla Sire Records come primo singolo dell'album. Durante la registrazione dell'album, allora chiamato Slammer, Madonna chiese a Patrick Leonard di produrre una canzone a ritmo veloce che potesse catturare la natura del personaggio principale del film. Successivamente Madonna aggiunse il testo e la voce alla demo prodotta da Leonard, e decise di rinominare la canzone e il film Who's That Girl.
La canzone presenta il suono della batteria, del basso e di strumenti a corde, e l'aggiunta di parole spagnole all'interno del testo mostrò nuovamente l'attrazione che Madonna provava nei confronti del mondo ispanico. Sebbene la canzone ricevette reazioni miste da parte dei critici, la canzone fu il sesto singolo della cantante a raggiungere la vetta del Billboard Hot 100. A livello internazionale, la canzone raggiunse la posizione numero uno in paesi quali il Regno Unito, Canada, Paesi Bassi, Irlanda e Belgio. La canzone fu candidata al come "Miglior canzone scritta per un film" ai Grammy Awards del 1987. Fu inoltre candidata come "Miglior canzone originale" ai Golden Globe del 1988.
Il video musicale della canzone presenta un'immagine diversa della cantante. Come per la canzone, Madonna incorporò nel video la cultura ispanica, indossando un abito dallo stile spagnolo. Nel video Madonna rappresentava una giovane ragazza alla ricerca di un tesoro. Madonna interpretò la canzone nel suo Who's That Girl Tour nel 1987 e nel Rebel Heart Tour nel 2015-2016.

## Pubblicazione e accoglienza
Il singolo della canzone, uscito l'11 luglio 1987, raggiunse la prima posizione della classifica Billboard Hot 100 negli Stati Uniti e il primo posto in quasi tutti i paesi del mondo tra cui l'Italia, dove ebbe un successo clamoroso restando in vetta alla classifica per 12 settimane consecutive.
Who's that Girl è il 3° singolo più venduto del 1987 in Italia.
Nel 2010 il dj francese David Guetta per la promozione dell'album One More Love ha estratto il singolo Who's That Chick con la collaborazione di Rihanna, che contiene campionamenti di Who's That Girl.

## Esecuzioni dal vivo
Who's That Girl è stata interpretata dal vivo nel Who's That Girl Tour del 1987 e nel Rebel Heart Tour tra il 2015 e il 2016.

## Classifiche
| Classifica (1987) | Posizione massima |
| ----------------- | ----------------- |
| Australia         | 7                 |
| Austria           | 4                 |
| Belgio            | 1                 |
| Canada            | 1                 |
| Paesi Bassi       | 1                 |
| Francia           | 2                 |
| Germania          | 2                 |
| Irlanda           | 1                 |
| Italia            | 1                 |
| Norvegia          | 2                 |
| Spagna            | 6                 |
| Sudafrica         | 6                 |
| Svezia            | 2                 |
| Svizzera          | 2                 |
| Regno Unito       | 1                 |
| Stati Uniti       | 1                 |

### Classifiche di fine anno
| Classifica (1987) | Posizione |
| ----------------- | --------- |
| Belgio            | 10        |
| Canada            | 12        |
| Paesi Bassi       | 9         |
| Italia            | 2         |
| Svizzera          | 10        |
| Stati Uniti       | 42        |

## Tracce
Singolo 7" Europa
1. Who's That Girl – 3:58
2. White Heat – 4:40

CD singolo Europa (ristampa)
1. Who's That Girl (Extended Version) – 6:29
2. White Heat – 4:40

Singolo 12" Regno Unito/Limited Edition 12" Picture Disc
1. Who's That Girl (Extended Version) – 6:29
2. White Heat (LP Version) – 4:40

Singolo 12" Stati Uniti/UK Limited Edition 12"
1. Who's That Girl (Extended Version) – 6:29
2. Who's That Girl (Dub Version) – 5:07
3. White Heat (LP Version) – 4:40

## Crediti
- Madonna – testo, produttrice, voce
- Patrick Leonard – testo, produttore
- Michael Barbiero – postproduzione, missaggio
- Steve Thompson – postproduzione, missaggio